# Herbert Bednorz
Herbert Bednorz (22. září 1908, Hlivice – 12. dubna 1989, Katovice) byl polský římskokatolický duchovní, v letech 1967–1985 sídelní biskup katovické diecéze.
Roku 1950 přijal biskupské svěcení a stal se katovickýcm biskupem-koaddjutorem. Od roku 1956 fakticky řídil diecézi. Účastnil se všech zasedání 2. vatikánského koncilu. Patřil k průkopníkům ekumenického hnutí mezi vyšším katolickým klérem v Polsku.